# Mistra
Mistra (grško Μυστράς, Μυζηθράς, Mizithra v Kroniki Moreje) je utrjeno mesto in nekdanja občina v Lakoniji na Peloponezu v Grčiji. Od reforme lokalne samouprave 2011 je del občine Šparta, v kateri je občinska enota . Je na pobočju gore Tajget v bližini antične Šparte. Bila je glavno mesto bizantinske despotije Moreja v 14. in 15. stoletju, ko je bilo obdobje blaginje in kulturnega razcveta. Območje je ostalo naseljeno v celotnem obdobju Osmanskega cesarstva, ko so ga zahodni popotniki zamenjali za antično Šparto.

## Zgodovina
Leta 1249 je Mistra postala sedež latinske Ahajske kneževine, ustanovljene leta 1205 po osvojitvi Konstantinopla med četrto križarsko vojno in je princ Viljem II. Villehardouin, pranečak zgodovinarja Geoffreyja Villehardouina, tam zgradil palačo.
Leta 1261 so Latini odstopili Mistro in druge utrdbe na jugovzhodu Peloponeza kot odkupnino za Viljema II., ki je bil ujet v Pelagoniji, in Mihael VIII. Paleolog je razglasil mesto za sedež nove despotije Moreje. Ostala je glavno mesto despotije, v kateri  so vladali sorodniki bizantinskega cesarja, čeprav so imeli Benečani še vedno pod nadzorom obalo in otoke. Mistra in preostala Moreja sta postali razmeroma uspešni po letu 1261 v primerjavi s preostalim imperijem. Pod despotom Teodorjem je postala drugo najpomembnejše mesto v cesarstvu za Konstantinoplom, palača Viljema II. pa druga rezidenca cesarja. Glavna cerkev samostana Brontohijon je bila končana okoli 1310.
Freske v samostanski cerkvi samostana Peribleptos iz 1348 do 1380 so zelo redki ostanki poznega bizantinskega cikla, ki je ključnega pomena za razumevanje bizantinske umetnosti.
Mistra je bila tudi zadnje središče bizantinskih učenjakov; neoplatonski filozof Georgij Gemist Pleton je živel tukaj do svoje smrti leta 1452. On in drugi učenjaki so živeli v Mistri pod vplivom italijanske renesanse, še posebej po tem, ko so spremljali cesarja Ivana VIII. Paleologa v Firence leta 1439.
Zadnji bizantinski cesar Konstantin XI. Paleolog je bil despot v Mistri, preden je prišel na prestol. Demetrij Paleolog, zadnji despot Moreje, je predal mesto otomanskemu cesarju Mehmedu II. leta 1460. Kot Mezistre je bila sedež turškega sandžaka. Benečani so jo zasedali od 1687 do 1715, sicer pa so Turki vladali do leta 1821 do začetka grške vojne za neodvisnost. Kraj je bil opuščen pod kraljem Otom zaradi novo zgrajenega mesta Šparta.
Leta 1989 so bile ruševine, vključno s trdnjavo, palačo, cerkvami in samostani, vpisani na Unescov seznam svetovne dediščine.

## Geografija
Mistra leži na pobočjih gore Tajget. Arheološko najdišče je nad sodobnim mestom Mistra in mestom Šparta. Okolico obdaja gozd borovcev in cipres. V bližini tečejo nekatere manjše reke. 

### Uprava
Občinska enota Mistra je razdeljena na te skupnosti:
- Agia Ejrini
- Agios Joanis Lakedajmon
- Anavriti
- Barzinik
- Longastra
- Magula
- Mistra
- Parorejo
- Sustianoj
- Trip

Sedež enote Mistra je Magula.

## Pomembni prebivalci

### Ljudje iz Mistre
- Georgij Gemist Pleton (običajno imenovan Pleton) (1355–1452), filozof in učenjak
- Manuel Kantakuzenos, prvi despot Moreje (1348/1349—1380)

### Ljudje, pokopani v Mistri
- Ivan VI. Kantakuzen – bizantinski cesar od 1347 do 1354
- Manuel Kantakuzen
- Georgij Gemist Pleton
- Teodora Tocco – prva žena Konstantina XI. Paleologa
- Kleofa Malatesta – žena Teodorja II. Paleologa, despota Moreje

## Načrt starega mesta
- 1. glavni vhod
- 2. metropolis (glavna cerkev)
- 3. evangeličanska cerkev
- 4. cerkev sv. Teodorja
- 5. Odigitrija ali Afendiko
- 6. vrata Monemvasije
- 7. cerkev sv. Nikole
- 8. despotova palača in trg
- 9. vrata Navpliona
- 10. zgornji vhod v trdnjavo
- 11. cerkev Hagije Sofije
- 12. mali grad
- 13. citadela
- 14 Mavroporta
- 15 samostan Pantanasa
- 16 Tahiarhi
- 17 Frangopulosova hiša
- 18 samostan Peribleptos
- 19 sv. Jurij
- 20 Krevatska hiša
- 21. Marmara (vhod);
- 22. Ai-Yannakis
- 23 Laskarisova hiša
- 24. sv. Krištof
- 25 ruševine
- 26. sv. Kiriaki

## Umetnost in kultura
Ostanki starodavnega mesta so urejeni za obiskovalce. Ohranjene so nekatere cerkve s freskami (Hagija Sofija, Agios Dimitrios). Samostan Pantanasa je še naseljen. Cerkve v Mistri so zgrajene v tako imenovanem slogu mistra, ki ga razlagajo kot povezavo med zahodnolatinskim in bizantinskim slogom. V baziliki je bilo zgrajeno drugo nadstropje v obliki navzkrižne kupolaste strehe. Glavna cerkev (metropolis) je na 600 m visokem hribu in je tako kot vse stavbe v mestu zgodovinski spomenik. Slavna je cerkev ob zgodnjem samostanu Peribleptos, deloma vgrajena v jami (Demetrova jama, ki je bila v davnih časih verjetno pogansko svetišče) in kot mnogo drugih cerkva v mestu je bila bogato okrašena z bizantinskimi freskami.
Goethe, ki sam nikoli ni obiskal Grčije, je Mistri postavil literarni spomenik, saj se je zgledoval po poročilih o mestu za opis križarske trdnjave v Šparti, kjer sta se srečala Faust in lepa Helena.
Despotska palača je bila leta 2013 v celoti obnovljena.

## Galerija
- Metropolis v Mistri
- Bizantinski orel, metropolis
- Samostan Peribleptos
- Vhod v trdnjavo
- Evangeličanska cerkev
- Cerkev sv. Odigitrije
- Freska v cerkvi sv. Odigitrije
- Ulica v Mistri
- Samostan Pantanasa
- Zgornje mesto
- Srednje mesto
- Vrata
- Cerkev sv. Teodorja
- Sv. Jurij
- Hagija Sofija

### Drugi viri
- Steven Runciman (1980), Mistra: Byzantine Capital of the Peloponnese (2009 reprint: The Lost Capital of Byzantium: The History of Mistra and the Peloponnese; New foreword by John Freely.)

### Film
- John Romer (1997), Byzantium: The Lost Empire; ABTV/Ibis Films/The Learning Channel; 4 episodes; 209 minutes. (In Episode 4 ["Forever and Ever"], presenter Romer devotes a section to strolling through Mistra evoking its glory in the days of Plethon.)